# Alice Bailey
Alice Ann Bailey (n. 16 iunie 1880, Manchester, Regatul Unit al Marii Britanii și Irlandei – d. 15 decembrie 1949, New York City, New York, SUA), cunoscută ca Alice A. Bailey sau AAB, născută Alice LaTrobe Bateman, în Manchester, Anglia — la 7:32 AM GMT, conform lui Dane Rudhyar. Se mută în 1907 în Statele Unite, unde își petrece cea mai mare parte a vieții ca scriitor și profesor. Scrierile sale au acoperit mai multe domenii ca: spiritualitate, ocultism, astrologie, teosofie, creștinism, precum și despre alte teme religioase.
Operele ei, scrise între 1919 și 1949, descriu o gamă largă de sisteme de gândire esoterice acoperind subiecte precum: conexiunea dintre spiritualitate și sistemul solar, meditație, vindecare, psihologie spirituală, destinul națiunilor, precum și recomandări pentru societate în general. Ea a descris majoritatea operei scrise ca fiind telepatic dictată ei de către „Maestrul Înțelepciunii” la care inițial s-a referit numindu-l simplu „Tibetanul” sau prin inițialele „D.K.”, mai tarziu identificat ca „Djwhal Khul.”
Scrierile ei au fost influențate de lucrările Doamnei Blavatsky. Deși scrierile lui Bailey diferă de Teosofie, ele au de asemenea mult în comun cu ea. A scris despre teme religioase, incluzând creștinismul, deși scrierile diferă fundamental de multe aspecte ale creștinismului și de alte religii ortodoxe. Viziunea ei asupra unei societăți unificate include un „spirit al religiei” global, diferit de formele tradiționale religioase, incluzând conceptul Erei astrologice a Vărsătorului.
Unele din afirmațiile lui Bailey despre naționalism, izolaționismul american, totalitarismul sovietic, fascism, sionism, nazism, relațiile rasiale, popoarele de origine africană, poporul evreu, despre iudaism și creștinism au stârnit multe controverse. Yonassan Gershom și alții au descris scrierile ei ca fiind rasiste și antisemite.
Conform lui Robert S. Ellwood, filosofia și scrierile ei sunt încă aplicate de către grupurile și organizațiile pe care le-a fondat, precum Arcane School, New Group of World Servers, precum și de grupurile de meditație Full Moon Meditation care îi urmează învățăturile.

## Biografie

### Copilărie
Alice Bailey s-a născut într-o familie aristocratică britanică înstărită în care, ca membră a Bisericii Anglicane, a primit o educație creștină desăvârșită. Ea descrie copilăria ca fiind una singuratică și nefericită în ciuda luxului și bunăstării fizice. Încă de timpuriu ea a scris că a fost îngrozită de influențele epocii victoriene, în special datorită prăpastiei dintre confortul păturii de sus și zbaterile clasei de jos, muncitoare, acele probleme fiind cauzate cel puțin în trecut de nedreptățile „vechii teologii”, iar în prezent de către „actualul război”, referindu-se la perioada 1914-1945.
În autobiografia sa ea a relatat că de timpuriu a fost nefericită, găsind viața fără valoare, ca urmare a încercat de trei ori să se sinucidă: prima dată la vârsta de 5 ani, apoi la 11, iar a treia undeva înainte de 15 ani. Ea a scris că după a treia încercare, și-a pierdut interesul în a mai încerca, dar că „întotdeauna a înțeles impulsul”. 
La vârsta de 15 ani, pe 30 iunie 1895, Bailey a fost vizitată de un străin, „... un om înalt, îmbrăcat în haine europene și purtând un turban” care i-a spus că trebuie să-și dezvolta capacitatea de autocontrol pentru a se pregăti pentru o anume lucrare planificată a fi făcută de ea. Ea a presupus ca acel om a fost Iisus, dar ulterior l-a identificat ca fiind Maestrul Koot Hoomi.

### India, munca evanghelică și prima căsătorie
La vârsta de 22 ani Bailey desfășoară o muncă evanghelică împreună cu YMCA și cu armata britanică. Această muncă o poartă spre India unde, în 1907, îl întâlnește pe viitorul ei soț, Walter Evans. Împreună s-au mutat apoi în Statele Unite unde Evans a devenit preot în Biserica Episcopală. Cu toate acestea, această căsnicie nu a fost ultima. Ea a afirmat că soțul său a maltratat-o și într-una din izbucnirile sale, a aruncat-o pe scări. Bailey a introdus și a obținut divorțul. Ea l-a părăsit împreună cu cei trei copii după o separare formală intervenită în 1915. Urmează apoi o perioadă dificilă în care lucrează într-un atelier pentru a se întreține pe sine și pe cei trei copii.
Ruptura lui Bailey nu a fost doar de soțul său creștin, ci și de creștinism în general. În autobiografia ei ea scrie cum un „fanatic, militant creștin a devenit un binecunoscut profesor de ocultism”.

### Împreună cu Societatea Teosofică
În 1915 Bailey a descoperit Societatea Teosofică și opera Helenei Petrovna Blavatski (Bailey, pp 134–136). Societatea Teosofică afirmă că s-a implicat începând cu 1917. Teosoful Joy Mills afirmă că în 1918 ea a devenit membră a Secțiunii Esoterice a societății. Teosoful Bruce F. Campbell notează: „Ea s-a ridicat repede pe o poziție influentă în secția americană a Societății Teosofice Adyar, mutându-se către sediul acesteia la Krotona în Hollywood. Ea a devenit editorul revistei societății, Mesagerul, și membră a comitetului pentru Krotona.” 
Bailey a pretins că l-a recunoscut pe Koot Hoomi, maestrul care a vizitat-o în copilărie, dintr-un portret pe care l-a văzut în Sala de Rugăciune a Societății Teosofice. (Bailey, pp 156) . Bailey a scris mult despre ceea ce ea numit “Maeștrii Înțelepciunii”, despre care ea a crezut a fi o fraternitate a înțelepciunii iluminate ce lucrează sub directa îndrumare a lui „Christos". În parte, ea a afirmat că scrierile ei au fost un efort în a clarifica natura acestor Maeștrii și a muncii Lor.

### „Tibetanul”, desprinderea de Teosofie și a doua căsătorie
Bailey scrie că, în 1919, a fost contactată de un Maestru cunoscut ca Tibetanul (asociat mai târziu cu inițialele D.K. și eventual cu numele Djwhal Khul). Bailey afirmă că după o inițială rezistență, ea a fost convinsă să scrie comunicările sosite din această sursă. Ea a scris, timp de 30 ani, din 1919 până în 1949. Rezultatul a fost publicarea a 24 de cărți despre înțelepciunea străveche, filosofie, religie, evenimente contemporane, știință, psihologie, națiuni, astrologie și vindecare. Tot în 1919, francmasonul de al 32-lea grad Foster Bailey (1888-1977), care avea să fie cel de-al doilea său soț, devine Secretar Național al Societății Teosofice. (Bailey, p. 157)  Ei s-au căsătorit în 1921.
The Theosophist a publicat primele câteva capitole ale primei sale lucrări, „Inițierea umană și solară”, dar apoi a oprit publicarea din motive pe care Bailey le-a numit „gelozie teosofică și atitudine reacționară". Bailey „a obiectat împotriva 'neo-Teosofiei' lui Annie Besant” și a lucrat cu Foster Bailey pentru a câștiga o mai mare putere în Secția Americană. Conform teosofului Josephine Maria Davies Ransom, ea a devenit parte a mișcării „Reîntoarcerea la Blavatsky”, conduse în principal de Dl. și D-na Foster Bailey". Ea a schițat viziunea ei asupra Secției Esoterice a Societății Teosofice anunțând idealurile toleranței și ale fraternității. Cu toate acestea, eforturile ei de influențare ale societății au eșuat, ea și soțul ei fiind eliberați din pozițiile deținute.
Conform autorului Olav Hammer, scrierile timpurii ale lui Bailey comunicate de Tibetan au fost bine primite în interiorul societății, dar apoi președintele societății Annie Besant a pus la îndoială pretinsele comunicări ale lui Bailey cu „Tibetanul” și a permis ca aceasta să fie exclusă din organizație. Conform lui Bailey, ea a început să vadă societatea ca autoritară și implicată în „fenomenele psihice inferioare”. Cu toate acestea, în scrierile ei, ea a continuat să accepte importanța operei Doamnei Blavatsky și să vadă propriile ei sarcini ca fiind continuarea și dezvoltarea viitoare ale învățăturilor lui Blavatsky. (Bailey, pp. 168–177)

### Arcane School și Lucis Trust
În 1923, cu ajutorul lui Foster Bailey, Alice Bailey a fondat Arcane School (ca parte a Lucis Trust), care a predat (și care încă predă) o serie de cursuri prin corespondență bazate pe versiunea sa heterodoxă a Teosofiei, care acceptă viziunile de bază ale teosofiei despre karma, reîncarnare, maeștrii, planul divin, și dobandirea stării divine originale a umanității. (Bailey, pp. 192–193).
Site-ul WEB Lucis Trust și autobiografia lui Alice Bailey's afirmă că, împreună cu Foster Bailey, ea a creat „World Goodwill (Bunăvoința Mondială)” organizație ce promovează ceea ce a numit „Iubirea în Acțiune”. Scopurile declarate ale Bunăvoinței Mondiale, conform organizației Lucis Trust, care o sponsorizează, sunt: „Să ajute mobilizarea energiei bunăvoinței; Să coopereze în munca de pregătire pentru reapariția lui Christos; Să educe opinia publică asupra cauzelor majore ale lumii moderne și să sprijine crearea unei forme mentale de soluționare”.
Cele 100 de prelegeri publice și private ale lui Alice Bailey adresate studenților mai avansați ai Arcane School sunt disponibile online. Bailey a continuat să lucreze până aproape de momentul morții sale în 1949. Foster Bailey a preluat conducerea Lucis Trust până la moartea sa, în 1977, în timp ce cea de a doua sa soție Mary Bailey a condus Arcane School, iar după moartea sa a devenit președinte a Lucis Trust. Mary Bailey a scris o carte intitulată A Learning Experience descriind cei 33 de ani ai ei de lucru cu Arcane School și primii ani ai lucrului lui Alice Bailey cu „Tibetanul.”
Formal, școala a fost structurată într-o serie de grade similare Francmasoneriei iar structura sa timpurie poate fi comparată cu ceremonialele Frăției Ordinului Rosicrucian Crotona.

## Învățăturile

### Comparația cu Teosofia
În funcție de aprecierea operelor lui Alice Bailey, putem împărți teosofii în mai multe categorii. Spre exemplu, scriitorul contemporan teosof Geoffrey Hodson a scris o recenzie foarte favorabilă despre una din cărțile ei, spunând: „Încă o dată Alice Bailey i-a îndatorat pe studenții în ocultism.”
 Olav Hammer scrie, „Prima ei carte `Inițierea umană și solară` a fost foarte bine primită de colegii ei teosofi. Curând însă, afirmațiile ei legate de comunicările înțelepciunii eterne de către Maeștri, au întâmpinat opoziție.” Conflictul este logic atât timp cât scrierile ei conțin anumite critici la adresa Teosofiei, iar la momentul rupturii, în care a exprimat critici la adresa a ceea ce a văzut ca structuri dogmatice în interiorul societății, promisiunile de loialitate la adresa liderilor teosofi erau cele cerute. În timpul convenției anuale din 1920 de la Chicago, a existat o lupta pentru putere între forțele loiale lui Besant și Secției Esoterice și cei ce credeau că Secția Esoterică a devenit prea puternică. Dedesubt a fost de fapt o controversă ascunsă legată de lucrul lui Alice cu Tibetanul”.
Campbell scrie că lucrările lui Bailey sunt prelucrări ale temelor teosofice majore, cu câteva accente distinctive și că ele prezintă un sistem cuprinzător al științei esoterice și al filosofiei oculte, cu cunoașterea socială și dezvoltarea politică contemporane. Steven J. Sutcliffe scoate în evidență că atât opera lui Bailey cât și a lui Blavatsky evocă o imagine a Tibetului ca sălașul spiritual al Maeștrilor și că Bailey pretinde a fi o descendentă mai mult sau mai puțin directă a lui Blavatsky. El o descrie pe Bailey ca pe un teoretician post-teosofic, raportând că Bailey a primit instrucțiuni de la „foștii elevi personali ai lui Blavatsky”, notând că a treia ei carte („Un tratat asupra Focului Cosmic”) nu doar reproduce apocriful lui Blavatsky „Strofele lui Dzyan”, dar îi este și dedicată lui Blavatsky.
Jon Klimo, în „Investigații asupra primirii unor informații din surse paranormale”, scrie: „Ca și în materialul teosofic al lui Blavatsky și al unor materiale contemporane de nișă mai recente, la Bailey găsim aceeași ierarhie cosmogonică ocultă: fizic, eteric, astral, mental, cauzal, nivelurile mai înalte nelocuite de existență”. Olav Hammer, în cartea Cunoaștere revendicată: Strategiile epistemologiei de la Teosofie la New Age, subliniază similaritățile teosofice ale lui Bailey ca și lipsa diferențelor dintre ele: „Într-un sens larg, învățăturile lui Bailey nu sunt decât reafirmări și dezvoltări ale  Doctrinei Secrete. Bailey a moștenit de la Blavatsky și Leadbeater o predilecție pentru detaliile exagerate și schemele complexe clasificatorii. ... Cărțile ei introduc de asemenea atât accentuări, cât și noi elemente doctrinare”.
În contrast cu cele de mai sus, unii critici teosofi au susținut că există mari diferențe între ideile lui Bailey și teosofia lui Blavatsky, precum adoptarea lui Bailey a unor termeni și concepte mistice creștine și acceptarea lui C.W. Leadbeater.
Nicholas Weeks, scriind pentru revista teosofică Fohat în 1997, a simțit că aserțiunea lui Bailey că „... învățăturile ei sunt împământenite în și că ele nu se opun de o maniera fundamentală Teosofiei așa cum a fost trăită și predată de HPB și Guru ei „a fost falsă, afirmând că lucrările ei sunt în realitate „înrădăcinate în pseudo-teosofia al cărui pionier a fost C. W. Leadbeater”. El a afirmat că Bailey a acceptat „fantezia” lui Leadbeater a reîntoarcerii lui Maitreya, discreditând „Marea Invocație” a lui Bailey, o rugăciune presupusă a „induce părăsirea ashramurilor ascunse de către Christos și Maeștrii săi și intrarea în marile orașe „pentru a conduce Era Vărsătorului. Aceasta contrastează cu teosofia lui Blavatsky, spune el, care accentuează existența „principiului lui Christos în interiorul fiecărei persoane”.
Alt principiu al Teosofiei, Legea Atracței a fost discutat în scrierile esoterice ale lui Blavatsky, Annie Besant, William Quan Judge, și alții; de asemenea discutat în scrierile lui Alice Bailey, ce includ un întreg capitol într-una din cărțile sale. Termenul a fost îmbrățișat, într-o formă simplificată, de către mișcarea contemporana New Age fiind recent popularizat prin filmul The Secret.

### Cele Șapte Raze de energie
La baza scrierilor ei stă ideea că totul este energie și că spiritul, materia și forțele psihice dintre ele sunt forme de energie. Această energie este viața însăși. Dintr-o energie esențială, divinitate, provin șapte raze ce stau la baza și dau formă evoluției vieții umane și a lumii percepute cu ajutorul simțurilor (palpabile). La nivel cosmic aceste șapte raze de energie sunt forțele creative ale planetelor și ale stelelor. La nivel microscopic ele sunt forțele creative ce condiționează constituția fizică, psihică și spirituală a omului.. (Jurriaance, p. 73-152)
În „Psihologia esoterică I”, prima carte din „Tratatul celor Șapte Raze”, Bailey scrie că „Unica Viață a căutat expansiunea” rezultând în șapte eoni sau emanații, manifestând în expresia vieții, devenind cei „șapte Rishi ai tuturor scripturilor antice”.
Ea îi enumeră pe cei șapte ca fiind:
1. Morya - Domnul Puterii sau Voinței
2. Kuthumi - Domnul Iubirii-Înțelepciunii
3. Paul Venețianul - Domnul Inteligenței Active
4. Serapis Bey - Domnul Armoniei, Frumuseții și Artelor
5. Maestrul Hilarion - Domnul Cunoașterii Concrete și al Științei
6. Maestrul Isus - Domnul Devoțiunii și Idealismului
7. Contele de St. Germain - Domnul Ordinului Ceremonial sau Magiei

Deși descriși ca „Domni” și „persoane”, Bailey exprimă clar că aceste „mari forțe” nu trebuie să fie înțelese în termenii personalității umane. Ea avertizează de asemenea că descrierea unor astfel de lucruri trebuie formulată în termenii particulari ai planetei noastre, astfel încât umanitatea să poate înțelege, dar că aceste „Ființe pure ... au scopuri și activități în care Pământul joacă un rol minor”.
În conceptului lui Bailey razele și toate lucrurile se manifestă în centri de energie și în relaționarea dintre ei. Toate razele și centrii sunt concentrate pe unele tipuri de viață evoluatoare sau conștiință. (Jurriaance, p. 35-52) Aceasta include totul, de la atomi la centri sau chakre în constituția umană, mai sus prin aura umană la grupuri de oameni ca centri și la orașe sau națiuni ca centri. (Jurriaance, p. 79- 90 ) Umanitatea ca întreg este concepută ca un centru de energie precum sunt maeștrii înțelepciunii despre care scrie ea. La fel, Pământul ca un întreg, cu toți centrii săi de viață, este văzut ca un centru de viață în interiorul vieții sau divinității sistemului nostru solar.
Conceptul celor șapte raze poate fi de asemenea găsit și în lucrările teosofice. Campbell scrie ca Bailey, „... a fost prima care a dezvoltat ideea celor șapte raze, deși aceasta poate fi găsită în germene și în scrierile teosofice mai timpurii”. Cele șapte raze apar de asemenea în filosofia religioasă hindusă.

### Constituția omului
Pe linia precedentelor învățături teosofice, Bailey a transmis că omul constă dintr-un suflet de material abstract mental, ce lucrează printr-o personalitate—un termen tehnic utilizat pentru a descrie corpurile fizic, emoțional și mai puțin abstractul mental, considerate holistic. Ea folosește termeni tradiționali pentru aceste trei „vehicule” sau „învelișuri” inferioare: corpul eteric, corpul astral și corpul mental. Aceste aspecte aurice ale ființei umane sunt definite ca emanații parțiale sau exprimări ale sufletului, care este el însuși sinonim cu conștiința umană ce evoluează. Mintea nu este concepută a fi un efect efemer al creierului, ci ca energia motivatoare responsabilă pentru constituția interioară a indivizilor, care se manifestă de asemenea ca aura.
În scrierile lui Bailey, evoluția este definită ca fiind procesul aducerii învelișurilor inferioare în integrare și aliniere cu voința sufletului— „îndreptarea” personalității. Această transformare este cea care conduce la „relații umane corecte „ și la revelație spirituală sau trezire. Pașii discreți pe calea spirituală sunt numiți inițieri, conștiința în evoluție intrând în noi și mai vaste câmpuri ale deșteptării, relațiilor, responsabilităților și puterii. În termenii conceptului ei despre raze, nota sufletului este impusă (sau super impusă) notei personalității.

### Ierarhia spirituală, Sirius, Venus și Shamballa
Bailey a scris că în spatele tuturor evoluțiilor umane stă o fraterinitate de suflete iluminate care au ghidat și ajutat umanitatea de-a lungul istoriei. Pentru Bailey, evoluția umanității a fost intim condusă de relațiile cu această Ierarhie Spirituală. Ea a crezut că influențele de stimulare și înălțare ale religiei, filosofiei, științelor, mișcărilor educaționale și a culturii umane în general au fost rezultatul acestor relații,, și deși în timp umanitatea a bagatelizat toate aceste dezvoltări, există în toate impulsul lor original conceput ca rezultat al muncii ierarhiei Spirituale în concert cu potențialii umani în evoluție.
Bailey a asociat ierarhia spirituală și ramurile ei cu sistemul Sirius, planeta Venus și miticul tărâm din Shambhala, reședința lui Sanat Kumara, „Domnul Lumii". Bailey a scris că, „Energia lui Sirius by-pass-ează (pentru a folosi un cuvânt modern) Shamballa și este concentrată în Ierarhie. [...] Întreaga lucrare a Marii Loje Albe este controlată din Sirius ...” Monica Sjoo, într-un eseu despre mișcarea New Age, a explicat în interpretarea ei că „Bailey ne-a învățat că Ierarhia Maeștrilor există în Shambhala și că Venusienii au fondat acest legendar oraș acum 18 milioane de ani pe insula sacră Gobi, care acum se găsește în deșertul mongol.” Poate fi notat că, în conceptul lui Bailey, „oraș” este figurativ atât timp cât ea afirmă că Shamballa nu este fizic în termenul uzual al cuvântului, ci mai degrabă este localizat în „eterul mai subtil”.

### Marea Invocație
„Marea Invocație” este o mantră dată lui Bailey în 1937 de către Djwhal Khul. Mantra începe cu „Fie ca, din punctul de Lumină din gândirea lui Dumnezeu, Lumina să se reverse în mințile oamenilor” with the rest of the passage reinforcing this idea of men acting in accordance with the plan of God. Ea este binecunoscută de unii discipoli ai mișcării New Age, unde este folosită ca parte a meditației, mai ales în grup.
Invocația a fost utilizată în comunitatea Fundației Findhorn începând cu anii ‘70. Ca răspuns la atacurile teroriste de la 11 septembrie 2001, Marea Invocație a fost utilizată ca un element central al noului program de la Findhorn cunoscut ca „Rețeaua meditațiilor de Lumină pentru pace”. Utilizarea de către Findhorn a Marii Invocații a determinat mai târziu folosirea sa de către alte grupuri pe care le-a influențat, incluzand grupuri interesate în filosofiile New Age OZN.
Rosemary Keller a descris Marea Invocație ca fiind o chemare pentru „reîntoarcerea lui Christos pe Pământ", scriind că grupările legate de Bailey au achziționat timpi de antenă la radio și televiziune pentru difuzarea invocației ca parte a misiunii lor și ca adesea invocația a fost recitată în ceea ce Keller a numit „grupuri de lumină", în scopul îndeplinirii a ceea ce discipolii lui Bailey consideră a fi atragerea și concentrarea „energiilor spirituale în ajutorarea planetei”.

### Discipolatul și serviciul în slujba umanității
Bailey a descris relația dintre umanitate și Ierarhie în învățăturile ei despre Discipolatul în Noua Eră. Un discipol este un student acceptat sau „chela”, în ashram-ul spiritual al unui Maestru. În această schemă, toate sufletele deșteptate se găsesc într-o anume relație — pentru lung timp inconștientă, dar eventual într-o deplină conștientă trezire— spre un anume Maestru. Personalitatea integrată, venind sub influența sufletului, vine simultan sub inflența Maestrului. Aceasta relație este determinată de karma, de starea evoluționară și (cel mai important) de capacitatea aspirantului pentru lucrul ce urmează a fi făcut în numele umanității. Acest aspect al serviciului este puternic accentuat în scrierile lui Bailey. În concepția ei, puternic crescuta evoluție a conștiinței ce rezultă din această relație Maestru – elev este posibilă doar în și prin serviciul în slujba umanității.
Scrierile lui Bailey minimalizează aspectele devoționale și tradiționale ale vieții spirituale, în favoarea suportului acordat „Planului Ierarhiei” prin servirea umanității. După ea, acest lucru este cel mai important, totul depinzând de el. Pentru Bailey, discipolatul înseamna lucru—serviciu—și evoluția acelor senzorialități și puteri ce vor amplifica acea muncă. Discipolii nu vor câștiga niciodată astfel de puteri sau treziri fără să / până când ele nu vor fi folosite doar pentru un serviciu altruist. (Bailey, p. 38)

### Unitea și divinitatea națiunilor și a grupurilor
La baza învățăturilor lui Alice Bailey stă conceptul central al unității și divinității.
Deși ea a identificat adesea grupurile de oameni prin rasa lor, naționalitate sau religie, ea spune că nu rasa sau religia în sine sunt cheia, ci evoluția conștiinței ce transcende aceste etichete. În scrierile ei despre rase, ea se focalizează pe conceptul umanitarist al unității și afirmă că sursa problemelor umane este spiritul de separație, ce determină indivizii și grupurile să se plaseze ele însele aparte de restul umanității. (Bailey, p. 375)
Ross descrie învățăturile lui Bailey ca punând accent pe „unitatea ce stă la baza tuturor formelor de viață” și pe „unicitatea esențială a tuturor religiilor, domeniilor științei și a tuturor curentelor filosofice”. Campbell notează că Noul Grup de Servitori ai Lumii a fost înființat pentru „... promovarea înțelegerii internaționale, a împărțirii beneficiilor economice și a unității religioase”.

### Despre fanatism și intoleranță
Alice Bailey a vorbit cu putere împotriva tuturor formelor de fanatism și intoleranță. Ea a văzut acest fanatism în biserici, în naționalism și în concurența școlilor esoterice. (Bailey pp. 15 & 453)  Ea a asociat acest fanatism cu devoțiunea neinteligentă și cu ancorarea pe căile și pe teologiile vechi. Bailey a indicat că aceste probleme au fost găsite cel mai adesea printre generațiile mai vechi, că fanatismul lor ar putea limita creșterea lor personală și că ei ar putea în cea mai mare parte găsi o soluție pentru acea limitare prin devoțiune și prin înaintarea în evoluția spirituală.

### Teorii rasiale
Bailey a susținut teorii de diferențiere ale raselor ce au determinat o împărțire a umanității în rase aflate pe diferite „niveluri de evoluție”. Spre exemplu, ea a spus că rasa ariană, în calitate de „cea mai nouă rasă", este cea mai evoluată de pe Pământ. În cartea ei Educația în Noua Eră, Bailey a făcut previziuni despre utilizarea teoriile rasiale oculte în școlile viitorului, despre care spunea ea, va fi bazată pe cohorte rasiale precum Lemurienii (pregătiți fizic), Atlanteenii (pregătiți emoțional), Arienii (pregătiți mental) și Noua Rasă cu „calități și conștiință de grup și viziune idealistă”. În Destinul națiunilor, Bailey a descris un proces prin care „noua rasă” va evolua din Caucazieni, după care „corpurile umane de calitate scăzută vor dispărea, provocând o schimbare generală în tipologia rasială către un standard mai înalt”.

### Despre naționalism și națiuni
Bailey a criticat grupările naționale, bazate pe ceea ce ea a crezut a fi violarea de către acestea a spiritului unității și fraternității. Ea a crezut că fidelitatea individului trebuie să se manifeste mai întâi către umanitate și nu către un anume subgrup din interiorul ei: „Vă chem pe toți să nu fiți loiali unei organizații anume, ci să vă iubiți aproapele, fie el german, american, evreu, englez, francez, negru sau asiatic.”

#### Despre Statele Unite și Franța
În timp ce arăta Statelor Unite și Franței o anumită prețuire și respect, Bailey a văzut în ele corupție politică. Ea a privit libertatea presei ca pe un vag și iluzoriu ideal afirmând, „… în mod particular ea lipsește în Statele Unite, unde partidele și editorii dictează politicile ziarelor.”

#### Despre „actuala criză mondială"
Bailey a spus, „Am putea lua națiunile, una câte una, observând cât de mult acest spirit naționalist, separatist și izolaționist, ieșit în afara trecutului istoric, în afara complexelor de rasă, în afara poziției teritoriale, a revoltei și a posesiei resurselor materiale, a adus legat de prezenta criză și separație mondială și această ciocnire globală de idealuri și interese.” În 1947, în enumerarea, cauzelor conflictului mondial, ea a citat lupta pentru petrol și lupta pentru Palestina, “[…] o luptă lacomă care n-are nicio dragoste pentru Palestina în spatele ei, fiind guvernată de interese financiare și nu de spiritul umanitarist pe care îl pretind sioniștii [...]”.

### Despre organizațiile religioase
Bailey a predat o formă de spiritualitate universală ce transcende identificarea denumită, crezând că, „Fiecare clasă de ființe omenești este un grup de frați. Catolicii, evreii, ne-evreii, occidentalii și orientalii sunt toți fii ai lui Dumnezeu”. Ea a afirmat că toate religiile îți au originea în aceeași sursă spirituală și că umanitatea va începe să realizeze acest lucru, iar rezultatul va fi apariția unei noi religii a lumii, universale și a unei noi „ordini mondiale”. Bailey a descris o lume unde n-ar trebui sa existe religii separate, ci mai degrabă „un mare grup de credincioși”. Ea a prezis că acești credincioși vor accepta adevăruri unificate bazate pe fraternitate și pe „filiația divină", „cooperând cu Planul divin, revelat lor de liderii spirituali ai rasei”. Ea a scris că acesta nu este un vis îndepărtat o schimbare apărând deja în timpul în care ea scria aceste cuvinte. (Bailey, p 140)
În ciuda concentrării ei pe ideea unității religiilor, Bromley și Hammond evidențiază că atât Bailey cât și alți ocultiști „... au bătut într-una pe ideea centrală că, 'Răsăritul este adevărata casă a cunoașterii spirituale și a înțelepciunii oculte'”.
Steven Sutcliffe a scris că organizația lui Bailey „Bunăvoința mondială” a promovat grupurile de „servitori ai lumii” către, după cum a notat Bailey, „servirea Planului, a Umanității, a Ierarhiei și a lui Christos”.

#### Despre creștinism
Bailey a scris despre „reîntoarcerea lui Christos", dar conceptul ei are puțin în comun cu cel al principalelor biserici creștine. Ea l-a văzut pe Christos ca pe o mare „Persoană", ce întruchipează energia iubirii și întoarcerea Sa ca pe o deșteptare a acelei energii în conștiința umană. Ea a introdus ideea ca noul Christos ar putea proveni „din orice credință”, din orice națiune, rasă sau religie, scriind că scopul întoarcerii Sale va fi „restaurarea credinței omului în iubirea Tatălui” într-o strânsă relație personală cu „toți oamenii de pretutindeni”.
Ea a afirmat că niciun grup nu-L poate pretinde, Christosul Noii Ere aparținând lumii întregi, nu doar creștinismului sau vreunei națiuni ori grup. (Bailey, p 109) Bailey a criticat cu tărie curentele creștine; ea a scris că multe dintre învățăturile bisericii despre reîntoarcerea lui Christos sunt contrare propriilor Sale intenții și că „Istoria națiunilor creștine și a bisericii creștine a fost aceea a unei militanțe agresive” (Bailey, p 110).

## Influențe
Pot fi văzute influențe ale lui Alice Bailey asupra grupurilor pe care le-a fondat, asupra unor varietăți de religii și autori de spiritualitate și asupra grupărilor ce au utilizat scrierile ei în propriile lor învățături.

### Grupuri fondate de Bailey sau de discipolii săi
Arcane School, fondată de Alice și Foster Bailey pentru răspândirea învățăturilor spirituale, organizează un program de „Triunghiuri” pe tot globul, pentru a aduce oamenii împreună în grupuri de trei, pentru meditație zilnică și studiu. Credința lor este că vor primi energie divină prin meditație; această energie este transmisă umanității, crescându-i astfel trezirea spirituală. John Michael Greer's New Encyclopedia of the Occult afirmă că școala „caută să dezvolte un Nou grup de servitori ai lumii pentru îndeplinirea lucrării Ierarhiei Maeștrilor, sub îndrumarea conducătorului său, Christos.”

### Influența asupra mișcării New Age
Bailey a utilizat intens termenul Noua Eră ("New Age") în cărțile ei, unii scriitori descriind-o ca pe fondatoarea mișcării New Age. Cu toate acestea New Age a fost utilizat ca titlul al unui ziar de liberalism creștin și socialism, publicat mai devreme, în 1894, precedând astfel utilizarea termenului de către Bailey.
James R. Lewis și J. Gordon Melton, în Perspective asupra New Age scrie, „Cea mai importantă — totuși cu siguranță nu singura — sursă a acestei metafore transformative, ca și a termenului „New Age”, a fost teosofia, în mod particular la fel cum și perspectiva teosofică a fost legată de mișcare de scrierile lui Alice Bailey.” 
Sir John Sinclair, în cartea sa Moștenirea lui Alice Bailey, a comentat influența seminală a lui Alice Bailey care, spune el, stă la baza mișcării creșterii conștiinței din secolul XX.

### Influența asupra neo-păgânismului
Câțiva scriitori au menționat afinitățile unora dintre conceptele lui Bailey cu exprimări moderne ale păgânismului.
În anii '60 - '70 autorul și ritualistul (ceremonialului magic) Caroll Poke Runyon, reprezentant al curentului neopagan, a publicat o revistă intitulată A Șaptea Rază, numele acesteia fiind luat din scrierile lui Alice Bailey. În anii '90, au fost publicate două volume in din articole adunate din revistă, sub numele A Șaptea Rază Volumul I, Raza Albastră și A Șaptea Rază Volumul I, Raza Roșie.

### Influențe asupra femeilor în religie
Autoarea Catherine Wessinger a scris că Bailey a fost o femeie eliberată …"șaizeci de ani înainte de a deveni populară"; că lucrările lui Bailey au exprimat aceeași „vedere milenară” asupra operelor lui Annie Besant; și că ele au fost „o sursă importantă a mișcării New Age contemporane”.
Conform Enciclopediei Femeile și religia în America de Nord, mai mulți lideri ai filosofiei New Age au dezvoltat mai departe învățăturile lui Bailey, inclusiv personalități bine cunoscute J.Z. Knight (ce comunica printr-un canal telepatic cu entitatea cunoscută sub numele de Ramtha), Helen Schucman (autoarea a Un curs de miracole prin proces de dictare telepatică pe care ea a numit-o „scribing”), și Elizabeth Clare Prophet (care a publicat ceea ce ea s-a referit ca fiind „dictări de la Maeștrii Înălțați”).
Învățătorul „Tibetan", Djwal Khul, despre care Bailey a pretins a fi coautor al multora dintre cărțile ei, a fost revendicat a fi coautor și de către două alte femei cu care comunica telepatic, Violet Starre și Moriah Marston. Starre pretinde a fi intrat in comunicare cu vechiul învățător al lui Bailey de două ori: titlul primei ei cărți, Diamond Light, Cosmic Psychology of Being, 4th Dimension, 7 Rays & More, are o evidentă aplecare spre scrierile lui Bailey, fiind uneori listat în cataloage sub numele întreg de Diamond Light, Cosmic Psychology of Being, 4th Dimension, 7 Rays & More (Învățături similare celor date lui Alice A. Bailey) de Djwhal Khul (comunicate prin Violet Starre)”.. Aceeași influență poate fi văzută în cartea lui Starre The Amethyst Light: Djwhal Khul Through Violet Starre, publicată în 2004. Cartea lui Marston Soul Searching with Djwahl Khul, the Tibetan, a fost publicată în 2006, și conform editorului ei, Airleaf Books, „a fost un canal de comunicare conștient per Maestrul Înălțat Djwhal Khul din 1986.”

### Influența asupra psihoterapei și vindecării
În 1930, sub patronajul Olgăi Froebe-Kapteyn, spiritualist, teosof și savant englezo - olandez, Bailey a fondat „Școala de cercetări spirituale „ ce a avut o viață scurtă, amplasată în Elveția în cantonul Froebe-Kapteyn, la Casa Gabriella. (În 1932 școala a fost închisă urmare a unui conflict personal între Bailey șandi Froebe-Kapteyn, Froebe-Kapteyn înlocuind-o cu grupul Eranos). Roberto Assagioli, fondatorul Psihosintezei, a fost un cursant al Școlii de cercetări spirituale. El a fost un colaborator apropiat al lui Bailey în anii ’30; unele din scrierile sale au fost publicate în revista lui Bailey, The Beacon; el a fost unul din conducătorii organizației lui Bailey, Lucis Trust. El a dezvoltat apropierea sa de psihologie, numită Psihosinteză, începând cu 1910; metodele sale au fost mai târziu influențate de unele elemente din opera lui Bailey. Cu toate acestea, autori ca John Firman și Ann Gila scriu că Assagioli a păstrat ceea ce el a numit „un zid de tăcere” între psihosinteză și religie sau metafizică, insistând pe faptul că ele nu trebuie confundate unele cu altele.
Roger J. Woolger spune, într-un material prezentat la conferința „Beyond the Brain” ținută la Cambridge University în 1999, „În Tansley ca și la Brennan veți găsi descrieri o ierarhie a corpurilor subtile numite eteric, emoțional, mental și spiritual ce înconjoară corpul fizic. (Interesant este că Tansley a atribuit sursa modelului său comentariului teosofic al lui Alice Baileyasupra Sutrelor Yoga ale lui Patanjali, locus classicus al învățăturii Hindu”.
Influența lui Bailey poate fi găsită în comunitățile terapeutice în care ea nu a fost niciodată direct implicată, precum Mișcarea potențială umană (Human Potential Movement).

### Influența asupra grupărilor OZN
Christopher Patridge a scris că lucrările lui Bailey, ale lui Rudolf Steiner și cele teosofice în general, au influențat ceea ce el a numit „religiile OZN (UFO religions)”. El a explicat că „...Teosofia are mai multe ramuri prominente și, strict vorbind, ramura care a avut cea mai mare influență asupra religiei OZN este cea dezvoltată de Alice Bailey.” Partridge l-a comentat și pe Gordon Melton, care a sugerat că prima religie OZN a fost Activitatea „Eu sunt” a lui Guy Ballard, pe care Bailey a descris-o ca pe o „comedie ieftină".
Profesorul Robert S. Ellwood de la Universitatea Southern California a investigat în anii ’70 o gamă largă de grupări religioase și spirituale din Statele Unite, inclusiv un grup de credincioși OZN răspândiți la scară națională, numit Understanding, Inc., care a fost fondat de o persoană ce pretinde a fi avut contacte “extraterestre”, Daniel Fry. El a raportat că, „Nu există vreo anume practică religioasă legată de întrunire, deși într-un mod interesant rugăciunea New Age derivată din scrierile lui Bailey este folosită ca invocație”.
George D. Chryssides, de la Universitatea din Wolverhampton, a citat influența lui Bailey asupra ideilor Ordinului Templului Solar și a organizațiilor OZN conexe.

## Astrologia Esoterică
În timp cea mai mare parte a astrologiei zilelor noastre se concentrează pe explicarea personalității sau a identității individuale, astrologia esoterică caută să explice sufletul și dorința sa de elevare spirituală. Astrologia esoterică este ancorată în învățăturile Înțelepciunii Eterne ale lui Bailey (Djwhal Khul). „Maestrul tibetan, Djwhal Khul, a furnizat o bază semnificativă pentru o mai mare apropiere a sufletului către astrologie șli către Viața pe care caută să o simbolizeze și interpreteze..”
Astrologii esoterici își bazează de obicei munca lor pe cele cinci volume ale lui Bailey Tratatul celor Șapte Raze. A treia în serie, Astrologia Esoterică, este considerată a fi fundamentul astrologilor esoterici din toată lumea".
În astrologia esoterică cele șapte raze sunt aplicate semnelor și planetelor astrologice, cu o corespondență în „îndemnul sufletului", în următoarea manieră (luată după Oken).
- Prima Rază: Voință/Putere --- Semne: Berbec, Leu, Capricorn --- Planete: Vulcan, Pluto

Îndemnul Sufletului: „Folosirea voinței spirituale în beneficiul colectivului; puterea utilizată cu scopul creșterii unității și frumuseții; expresia voinței pentru scopurile și existența grupului.” (p. 105)
- A Doua Rază: Iubire/Înțelepciune --- Semne: Gemeni, Fecioară, Pești --- Planete: Jupiter, Soare

Îndemnul Sufletului: „Îndemnul de a aduce o susținută, iubitoare întregire oricărui grup sau situație de viață; abilitatea, prin atracție magnetică, de a aduce vindecarea; concentrarea pentru stimularea conștiinței și deci pentru o mai mare iubire/înțelepciune; abilitatea de a vedea dincolo de diferențe întru unificarea principiilor.” (p. 110)
- A Treia Rază: Inteligența Activă --- Semne: Cancer, Balanță, Capricorn --- Planete: Pământ, Saturn

Îndemnul Sufletului: „Nașterea ideilor în beneficiul umanității; structurarea timpului și a activităților pentru a permite energiilor de grup să înflorească; inteligența înnăscută, obiectivă gata de a fi utilizată în slujba umanității pe toate căile.” (p. 114)
- A Patra Rază: Armonie prin Conflict --- Semne: Taur, Scorpion, Săgetător --- Planete: Mercur, Luna

Îndemnul Sufletului: „ 'Divinul Artist' – cel ce caută să ridice conștiința umanității prin realizarea frumuseții și armoniei existente în natură și în lumea formelor; mediatorul între Cer și Pământ, Dumnezeu și om; Preotul.” (p. 122)
- A Cincea Rază: Cunoașterea Concretă --- Semne: Leu, Săgetător, Vărsător --- Planetă: Venus

Îndemnul Sufletului: „Cei ce lucrează pentru a fi legăturile inteligente ce conectează lumea abstractă a ideilor pure cu lumea concretă a aplicațiilor practice; precizia și exactitatea în crearea acelor forme ce permit revărsarea Inteligenței Minții Superioare.” (p. 127)
- A Șasea Rază: Devoțiune și Idealism --- Semne: Fecioară, Săgetător, Pești --- Planete: Marte, Neptun

Îndemnul Sufletului: „Îndemnul de a transforma mortivațiile egoiste și personale în devoțiunea altruistă, impersonală pentru binele tuturor; provocarea condițiilor ce reorientează exclusivul spre inclusiv, pentru o mai mare expresie a Iubirii/Înțelepciunii.” (p. 133)
- A Șaptea Rază: Ordinul Ceremonial și al Magiei --- Semne: Berbec, Cancer, Capricorn --- Planete: Uranus

Îndemnul Sufletului: „Îndemnul de a aduna, formula și armoniza diferite aspecte ale unui set de condiții de viață date într-o expresie ordonată a Voinței Domnului; îndemnul de a face 'Raiul pe Pământ.'” (p. 139)
Dominantele planetare și casele diferă în astrologia esoterică comparativ cu cea exoterică. Dominantele planetare și casele se utilizează atunci când o persoană analizează țelul sufletului sau călătoria acestuia prin viață. Conform lui Djhwal Khul (Alice Bailey), iată dominantele.
|           | Personalitate (Mundane) | Sufletul (Esoteric) | Casa            |
| --------- | ----------------------- | ------------------- | --------------- |
| Berbec    | Marte                   | Mercur              | Prima           |
| Taur      | Venus                   | Vulcan              | A doua          |
| Gemeni    | Mercur                  | Venus               | A treia         |
| Cancer    | Lună                    | Neptun              | A patra         |
| Leu       | Soare                   | Soare               | A cincea        |
| Fecioară  | Mercur                  | Lună                | A șasea         |
| Balanță   | Venus                   | Uranus              | A șaptea        |
| Scorpion  | Marte                   | Marte               | A opta          |
| Săgetător | Jupiter                 | Pământ              | A noua          |
| Capricorn | Saturn                  | Saturn              | A zecea         |
| Vărsător  | Uranus                  | Jupiter             | A unsprezecea   |
| Pești     | Jupiter                 | Pluto               | A douăsprezecea |

Alice Bailey a scris în Astrologia Esoterică, „Ființa umană în eventuala sa recunoaștere a relațiilor de grup este de o mai mare importanță decât apare în viața sa individuală, pe care horoscopul clasic caută să o elucideze. Acesta doar determină micul său destin și soartă neimportantă. Astrologia esoterică indică utilitatea sa de grup și scopul conștiinței sale potențiale".

## Alice A. Bailey în cultura populară
Muzică
- În 1975, Todd Rundgren a scos un album intitulat Inițiere care are un cântec cu același nume pe prima față. Titlul albumului e aparent bazat pe conceptul teosofic de inițiere, descris de Alice A. Bailey și C.W. Leadbeater. Toată fața a doua a albumului este un cântec intitulat „Un tratat asupra focului cosmic"; cele trei părți ale cântecului fiind numite astfel: „I. Focul interior sau Focul prin frecare; II. Focul spiritului sau Focul electric; III. Focul minții sau Focul solar". A doua parte din aceste trei fraze este luată direct din cartea lui Bailey „Un tratat asupra focului cosmic". În 1977, Rundgren a continuat cu un cântec „Iubirea în Acțiune” ce face referire la Bailey, din albumul “Oops! Wrong Planet”, un album din proiectul Utopia. Iubirea în Acțiune a fost conceptul promovat de organizația lui Alice și Foster Bailey ’’Bunăvoința mondială’’.
- În 1982, influența lui Bailey a apărut și în cultura pop, odată cu apariția albumului lui Van Morrison Beautiful Vision, în care acesta se referă direct la învățăturile și la Tibetan în versurile cântecelor „Dweller on the Threshold” și „Aryan Mist".[162] Morrison a folosit de asemenea fraza „lume a iluziilor „, după Iluzia: O problemă a lumii, în cântecele „Ivory Tower” și „Green Mansions". Cântecul Ancient of Days din albumul Sense of Wonder din 1984, pare a fi o referire la conceptul lui Bailey ce se găsește în cărți precum Externalizarea Ierarhiei. Iluzia: O problemă a lumii este și ea direct citată în albumul lui Morrison Vocea nearticulată a inimii (Inarticulate Speech of the Heart).

## Alice Bailey și România
Numele lui Alice A. Bailey a fost legat în România de numele lui Elie Dulcu (editor și traducător al unora din cărțile ei). Bailey a purtat, în anii ’30, o lungă corespondență cu Elie Dulcu căruia i-a acordat personal nu numai permisiunea de a-i publica operele, ci a și contribuit cu o sumă de 30 de lire la înființarea Editurii RAM Aninoasa – Gorj, editură sub egida căreia au apărut Conștiința atomului și De la intelect la intuiție, seria aparițiilor fiind întreruptă de venirea celui de al doilea război mondial.
După revoluție, în 1992, Elie Dulcu (la acea vreme în vârstă de 84 de ani, doi ani înainte de moartea sa) a reușit să reia seria aparițiilor publicând în Editura Neuron din Focșani traducerea cărții Inițierea umană și solară. Editura Luana a reluat după moartea lui Elie Dulcu publicarea volumelor Reapariția lui Christos și Scrisori asupra meditației oculte în 2002 și 2004. Lucis Trust a mai dat dreptul de publicare în România Editurilor Cartea Daath (Telepatia și vehicolul eteric) și For You pentru unele din cărțile lui Bailey.